# Classis Pontica
La Classis Pontica fu una flotta provincialis, istituita inizialmente da Augusto e poi da Nerone in modo permanente (attorno al 57). Aveva il compito di sorvegliare il Pontus Euxinus meridionale, coordinandosi con la vicina flotta di Mesia, la Classis Flavia Moesica.

## Storia
Istituita da Augusto nel 14 a.C., operò stabilmente solo a partire dal principato di Nerone. Sembra infatti che, già nel 46 una spedizione navale romana si era spinta lungo le coste del Ponto Eusino (Mar Nero), fino al fiume Tanais (fiume Don). Nel 57 una nuova spedizione nell'area raggiunse il Chersoneso Taurico, ovvero l'attuale penisola di Crimea. In seguito a questi eventi venne creata una nuova flotta permanente a presidio e pattugliamento del Pontus Euxinus (oggi Mar Nero): la Classis Pontica.
Durante la guerra civile del 68-69, un certo Aniceto, praefectus Classis della Classis Pontica, supportò inizialmente Vitellio. Si racconta che bruciò la flotta e si rifugiò in Iberia caucasica, trasformandosi in un temibile pirata. E così una nuova flotta fu costruita dai Romani, che alla fine riuscirono a soffocare la rivolta.
Durante il periodo denominato crisi del III secolo, la flotta fu impegnata più volte a fronteggiare le invasioni barbariche. Nel 255, i Goti intrapresero un nuovo attacco, questa volta via mare, lungo le coste dell'Asia Minore, dopo aver requisito numerose imbarcazioni al Bosforo Cimmerio, alleato di Roma. I primi ad impadronirsi di queste imbarcazioni furono però i Borani che, percorrendo le coste orientali del Mar Nero, si spinsero fino all'estremità dell'Impero romano, presso la città di Pityus, che per sua fortuna era dotata di una cinta di mura molto solide e di un porto ben attrezzato. Qui furono respinti grazie alla vigorosa resistenza da parte della popolazione locale, organizzata per l'occasione dall'allora governatore Successiano.
I Goti, invece, partiti con le loro navi dalla penisola di Crimea, raggiunsero la foce del fiume Fasi (che si trova nella regione di Guria in Georgia, nelle vicinanze dell'attuale città di Sukhumi); avanzarono anch'essi verso Pityus, che riuscirono questa volta ad occupare, anche perché Successiano, promosso prefetto del Pretorio, aveva seguito l'imperatore Valeriano ad Antiochia. La grande flotta proseguì quindi fino a Trapezunte, riuscendo ad occupare anche questa importante città, protetta da una duplice cinta muraria e da diverse migliaia di armati, come racconta Zosimo:
(Zosimo, Storia nuova, I, 33.)

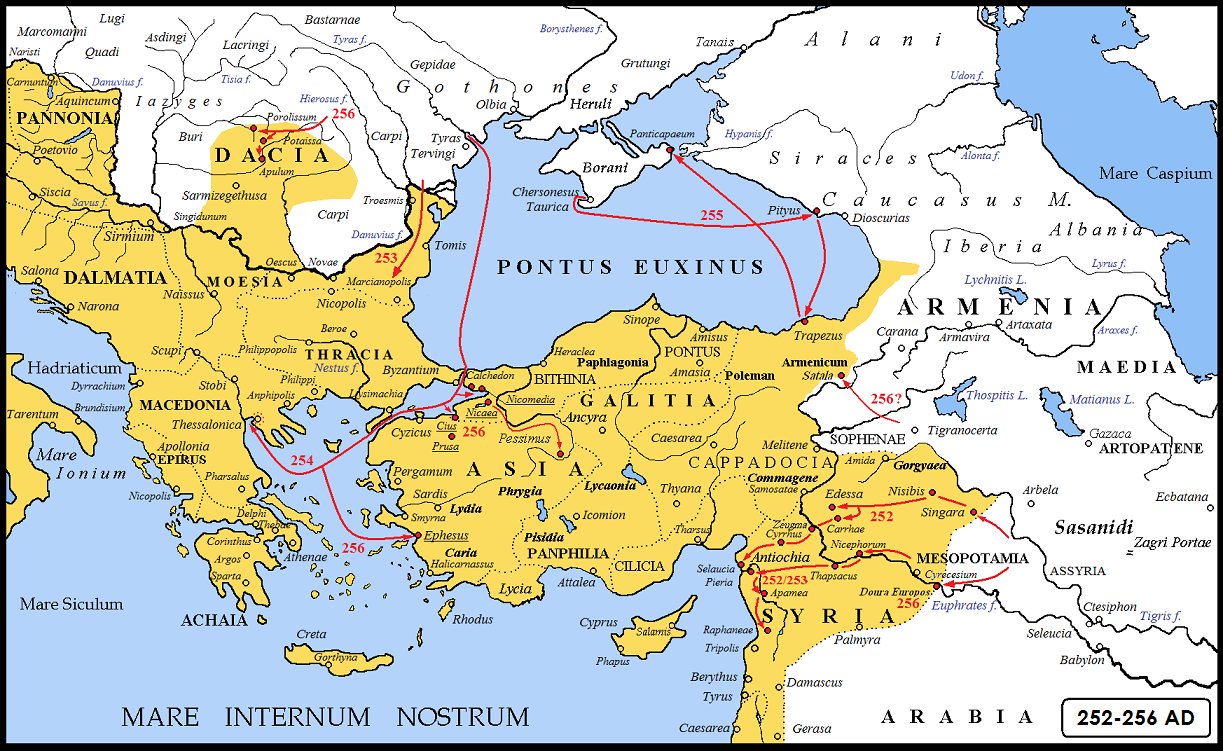
Invasioni barbariche di Goti, Borani, Carpi, contemporanee a quelle dei Sasanidi di Sapore I, degli anni 252-256, durante il regno di Valeriano e Gallieno.

Carichi ormai di un enorme bottino, sulla strada del ritorno saccheggiarono anche la città di Panticapeo, nell'attuale Crimea, interrompendo i rifornimenti di grano necessari ai Romani in quella regione. La situazione era così grave da costringere Gallieno ad accorrere lungo i confini danubiani per riorganizzare le forze dopo questa devastante invasione, come testimonierebbe un'iscrizione proveniente dalla fortezza legionaria di Viminacium.
L'anno successivo, nel 256, una nuova invasione di Goti percorse il Mar Nero, ancora via mare ma questa volta verso la costa occidentale, avanzando fino al lago di Fileatina (l'attuale Derkos) a occidente di Bisanzio. Da qui proseguirono fin sotto le mura di Calcedonia. La città fu depredata di tutte le sue grandi ricchezze, benché, riferisce Zosimo, la guarnigione superasse il numero degli assalitori Goti. Molte altre importanti città della Bitinia, come Prusa, Apamea e Cio furono saccheggiate dalle armate gotiche, mentre Nicomedia e Nicea furono date alle fiamme.
Dieci anni più tardi della prima grande invasione, verso la fine del 267-inizi del 268, una nuova ed immensa invasione da parte dei Goti, unitamente a Peucini, agli "ultimi arrivati" nella regione dell'attuale mar d'Azov, gli Eruli, ed a numerosi altri popoli prese corpo dalla foce del fiume Tyras (presso l'omonima città) e diede inizio alla più sorprendente invasione di questo terzo secolo, che sconvolse le coste e l'entroterra delle province romane di Asia Minore, Tracia e Acaia affacciate sul Ponto Eusino e sul mar Egeo.

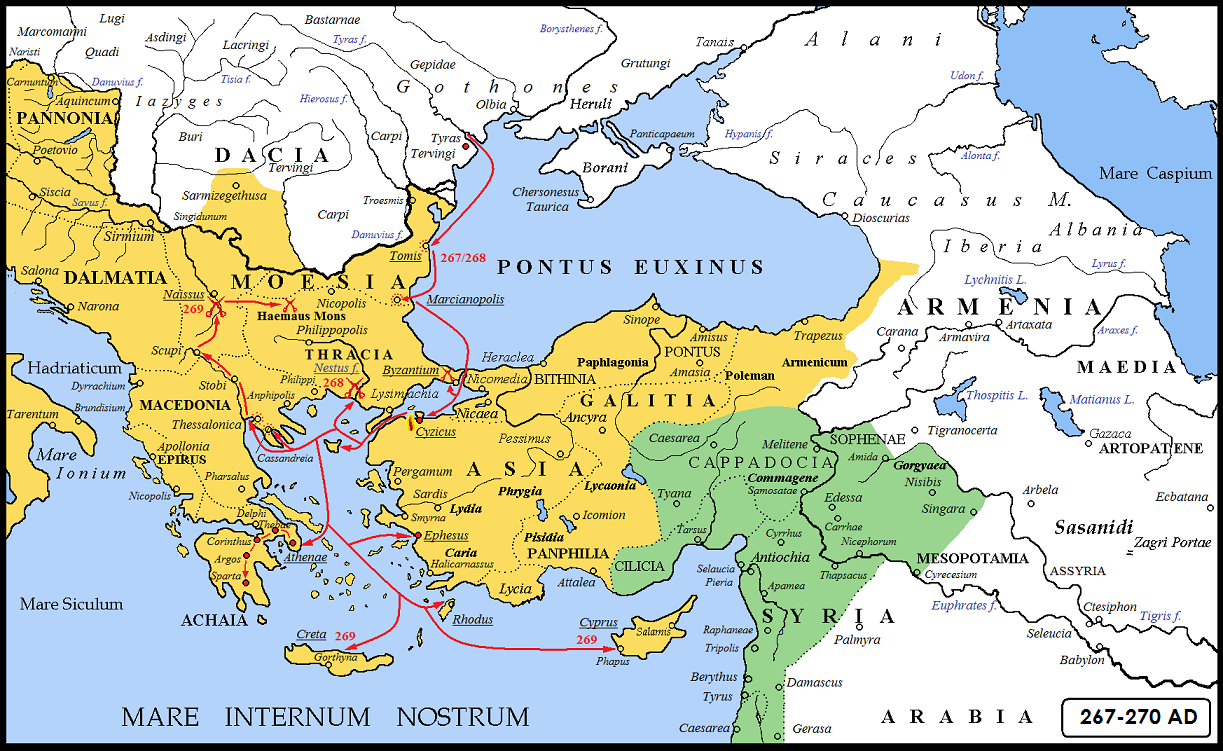
L'invasione delle genti gotiche del 267/268-270 durante i regni di Gallieno e Claudio il Gotico. In colore verde il regno di Palmira della regina Zenobia e Vaballato.

(Historia Augusta - I due Gallieni, 13.6-7.)
(Historia Augusta - Claudio II il Gotico, 6.2-8.1.)

## Porti
Il porto principale della Classis Pontica fu posto a Trapezus (l'odierna Trebisonda in Turchia) dopo l'annessione del Ponto attorno al 63 a.C., utilizzato per il pattugliamento soprattutto della parte orientale del Mar Nero. Qui fu concentrata la flotta di Muciano nel 69, prima di recarsi nell'Illirico e poi in Italia durante la guerra civile di quegli anni. E sempre da questo porto partì Arriano in perlustrazione delle coste orientali del Pontus Euxinus. E sempre a questo periodo potrebbero appartenere alcune vexillationes delle legioni XII Fulminata e XV Apollinaris. A partire dal periodo tetrarchico qui fu installata un'intera legione romana, la legio I Pontica, a maggior protezione della costa.
Altra importante base militare della flotta, a protezione della parte occidentale del Mar Nero e dello stretto dei Dardanelli, fu Cizico, che disponeva di alcune imbarcazioni al tempo di Cesare. Qui Marco Giunio Bruto vi raccolse una flotta, mentre Strabone sosteneva vi fossero più di duecento cale. Qui stazionò la flotta di Settimio Severo prima dello scontro decisivo contro il rivale Pescennio Nigro del 193. Ancora qui troviamo una flotta nel 218. Il porto risulta ancora fortificato a protezione della flotta nel 365.

## Tipologia di imbarcazioni
La Classis Pontica utilizzò anche navi appartenute al precedente regno di Tracia (annesso nel 46 da Claudio).

## Il corpo di truppa
Anche per la flotta provinciale pontica il numero degli effettivi si aggirava intorno ad alcune migliaia di classiarii, dal IV secolo aumentati con la creazione della legio I Pontica. Il comandante della flotta era il Praefectus classis ovvero il comandante di parte meridionale del Pontus Euxinus, proveniente dall'ordine equestre. A sua volta il diretto subordinato del praefectus era un sub praefectus, a sua volta affiancato da una serie di praepositi, ufficiali posti a capo di ogni pattuglia per singola località.
Altri ufficiali erano poi il Navarchus princeps, che corrisponderebbe al grado di contrammiraglio di oggi. Nel III secolo fu poi creato il Tribunus classis con le funzioni del Navarchus princeps, più tardi tribunus liburnarum.
La singola imbarcazione era poi comandata da un trierarchus (ufficiale), dai rematori e da una centuria di marinai-combattenti (manipulares / milites liburnarii). Il personale della flotta (Classiari o Classici) era perciò diviso in due gruppi: gli addetti alla navigazione ed i soldati. Il servizio durava 26 anni (contro i 20 dei legionari ed i 25 degli auxilia). Dal III secolo fu aumentato fino a 28 anni di ferma. Al momento del congedo (Honesta missio) ai marinai era data una liquidazione, dei terreni e di solito anche la cittadinanza concessa, essendo gli stessi nella condizione di peregrini al momento dell'arruolamento. Il matrimonio era invece permesso loro, solo al termine del servizio attivo permanente. Ricordiamo alcuni suoi praefecti classis:
- un certo Aniceto, il quale supportò inizialmente Vitellio nella guerra civile del 68-69.[3]
- Marco Gavio Basso, al tempo di Traiano;[31]
- Lucio Giulio Veilio Grato Giuliano, al tempo delle guerre marcomanniche;[32]